# Namirea fallax
Namirea fallax är en spindelart som beskrevs av Raven 1984. Namirea fallax ingår i släktet Namirea och familjen Dipluridae.
Artens utbredningsområde är New South Wales. Inga underarter finns listade i Catalogue of Life.